# Queen Millennia
Queen Millennia (яп. 新竹取物語 1000年女王 син такэтори моногатари сэннэн дзёо:, букв. «Новое сказание о резчике бамбука: королева тысячелетия») — манга, созданная Лэйдзи Мацумото. Выпускалась в журналах Sankei Shimbun и Nishinippon Sports с 28 января 1980 года по 11 мая 1983 года. На основе сюжета манги студией Toei Animation был выпущен одноименный 42-серийный аниме-сериал. Премьерный показ аниме состоялся на японском телеканале Fuji Television с 16 апреля 1981 по 25 марта 1982 года. Так же 13 марта 1982 года был создан полнометражный фильм на основе сюжета манги.
В 1992 году аниме было показано в Германии. В ходе лицензирования аниме Space Pirate Captain Harlock в США было сочтено слишком коротким и объединено для показа вместе с Queen Millennia. Новый сериал демонстрировался в Америке в 1986—1987 годах под названием Captain Harlock and the Queen of a Thousand Years.

## Сюжет
Действие происходит в футуристическом 1999 году. Профессор Амамори обнаруживает десятую планету в солнечной системе и называет её Ла-Метал, в честь своей обсерватории в Токио. Её диаметр в 9 раз больше, чем у Земли, а орбита её сильно асимметрична. Именно по этой причине её раньше не замечали. Профессор установил, что планета столкнётся с Землёй ровно в 9 часов утра 9 минут и 9 секунд 9 сентября 1999 года.
Время полного оборота планеты составляет ровно 1000 лет, но в момент максимального приближения к Солнцу её орбита пересекается с орбитой Земли и возникает риск столкновения планет. Так как Земля меньше в 9 раз, для неё это будет тотальным уничтожением, а для Ла-Метал эфеект будет как от падения огромного метеорита. На планете обитают разумные существа, похожие на людей, а правит ими мистическая святая королева Ларела. Она хочет до уничтожения Земли захватить как можно больше людей, увезти их на свою планету и поработить. Эту задачу должны выполнить её собственные оперативники. Её посланница Прометия II, известная так же, как Королева Тысячелетия, живёт на Земле под земным именем Юкино Яёй вот уже 1000 лет, как это делали и предыдущие посланницы, с целью создания новых колоний на родной планете.
Но Прометия не оправдывает ожиданий ла-метарианцев и становится на сторону профессора Амамори, который хочет спасти Землю от столкновения. Молодой племянник профессора, Хадзимэ, родители которого были убиты при разработке космического корабля, так же присоединяется к борьбе за сохранение земли и её обитателей.
Позже выясняется, что в сторону солнечной системы приближается чёрная дыра, и теперь обоим мирам придётся объединить силы чтобы спасти солнечную систему.

## Список персонажей
Яёй Юкино (яп. 雪野 弥生 Юкино Яёй) — Каждые 1000 лет на Землю посылается «Королева Тысячелетия», которая тайно правит планетой и ведёт подпольную организацию. В настоящее время Королева Тысячелетия — Юкино Яёй. В ранних материалах она упоминается как Промития II, дочь королевы-киборга империи Галакси экспресс 999 Промитии I, а позже она также появилась в другой работе Лэйдзи Мацумото — Maetel Legend. Яёй присоединяется к профессору, чтобы помочь спасти Землю сначала от столкновения, а затем от чёрной дыры.
Сэйю: Кэйко Хан
Хадзимэ Амамори (яп. 雨森 始 Амамори Хадзимэ) — Главный герой, в манге — ученик средней школы. Поставил перед собой цель спасти Землю, к нему присоединяется Яёй Юкино. Хадзимэ очень похож на Тэцуро Хосиро, персонажа из сериала Galaxy Express 999, но носит гакуран. Очень добрый, отзывчивый и интересуется космосом. Сначала хотел отомстить убийцам родителей, но потом добровольно отказывается подобного плана. В аниме Хадзимэ является учеником Яёй и клянётся защищать Землю от ла-металианцев. Он использует истребитель Zero, украденный из музея. Играет роль миротворца между Землёй и Ла-Метал, уговаривает вторых отказаться от планов по порабощению, так же Хадзимэ вживляют кибернетический имплантат, который увеличивает уровень интеллекта, что позволяет ему хорошо управлять космическими кораблями.
Сэйю: Кэйко Тода
Профессор Амамори (яп. 雨森教授 Амамори-кё:дзю) — Профессор, открывший планету Ла-Метал, дядя Хадзимэ. После того, как родителей Хадзимэ убили, тот усыновил племянника и стал его опекуном. В течение сериала терял волосы, к концу окончательно облысел.
Сэйю: Итиро Нагаи
Святая королева Ларела (яп. ラーレラ Ра:рэра) — святая королева и абсолютный властелин планеты Ла-Метал. Она выглядит как маленькая девочка со святящими глазами и телом, вокруг её ног и рук ореолы энергии. У королевы холодное сердце, и это именно она хочет поработить человечество.

## Манга
Манга выпускалась в журналах Sankei Shimbun и Nishinippon Sports с 28 января 1980 по 11 мая 1983 года.
Манга несколько раз издавалась в книжном формате. Первое издание планировалось в 10 томах формата B5 гэкигабан вышло под маркой Wakuwaku Comics издательства Sankei Shuppan. Первые 10 страниц каждого тома были раскрашены, приложение содержало интервью с создателями, кадры из аниме. Напечатано было только 5 томов.
- Том 1, 203 страниц, август 1981
- Том 2
- Том 3, 205 страниц, апрель 1982
- Том 4
- Том 5, 205 страниц, ноябрь 1982

Вариант синсёбан из пяти томов был выпущен Sankei Shuppan. Каждый том состоял приблизительно из 200 страниц. Позже издательство Shogakukan выпустили издания в форматах B6 с твёрдой обложкой и бункобан под укороченным заголовком Queen Millennia (яп. 1000年女王 Сэннэн но Дзёо:). Оно также напечатало двухтомную версию под маркой My First Wideban для продажи в супермаркетах.
Переиздание Shogakukan в формате бункобан в 1991 году:
- Том 1, 346 страниц, ISBN 4-09-197261-6, июль 1991
- Том 2, 340 страниц, ISBN 4-09-197262-4, август 1991
- Том 3, 330 страниц, ISBN 4-09-197263-2, август 1991

## Романы
Лэйдзи Мацумото и Каэко Игути были выпущены 2 романа издательством Sankei Shuppan под маркой Junior Shōsetsu:
- The Metal Bouquet (яп. ラーメタルの花束 Ра: Мэтару но Ханатаба, Букет Ла-Метал), 181 страниц, декабрь 1980
- The Black Hole (яп. ラー・暗黒太陽 Ра: Анкоку Тайё, Чёрная дыра), 180 страниц, август 1981

Вариант истории в формате лайт-новел был написан Кэйсукэ Фудзикавой — автором многих телесценариев для аниме. Книги были изданы Shueisha под маркой Cobalt.
- Том 1, 241 страниц, ISBN 4-08-610429-6, январь 1981
- Том 2, 239 страниц, август 1981
- Том 3, 233 страниц, март 1982
- Фильм, 1982

Так же японский колледж манги Bunka Publishing Bureau выпустил 3 лайт-новел тома, написанные Кэном Вакасаки.
- Том 1, 315 страниц, июнь 1981
- Том 2, 256 страниц, сентябрь 1981
- Том 3, 290 страниц, март 1982

## Аниме
На основе сюжета манги студией Toei Animation был выпущен аниме-сериал, состоящий из 42-х серий. Серии транслировались на японском телеканале Fuji Television в 7:00 с 16 апреля 1981 по 25 марта 1982 года. Изначально планировалось создать 52 серии, но из-за более низких рейтингов по сравнению с Galaxy Express 999 было решено сократить сериал до 42-х серий.

### Полнометражный фильм
В 1982 году вышел полнометражный фильм. Он вкратце описывает весь сюжет аниме-сериала. В фильме показан более обновлённый, футуристический мир, персонажи и их движения более проработаны. Кроме того история имеет другой конец.

### Музыка
Музыка к сериалу Queen Millennia была написана Рёдо Удзаки и Томоюки Асакавой. Начальная песня, Cosmos Dream (яп. コスモス・ドリーム Косумосу Дори:му), была исполнена Масаки Таканаси. Завершающая, Excellent Legend (яп. まほろば伝説 Махороба Дэнсэцу), — Манами Исикавой. Слова к обеим песням написаны Ёко Аки, музыка — Рёдо Удзаки, а аранжировка — Мотоки Фунаяма.
Исикава была выбрана из 1898 кандидатов на работу с Таканаси над image song Love Is Flying on Wings (яп. 愛は翼に乗って Аи ва Цубаса ни Ноттэ). Песня была исполнена Queen Millennia Grand Orchestra в обработке Нодзоми Аоки. Вторая image song, Message from Space (яп. 星空のメッセージ Хосидзора но Мэссэ:дзи), исполнена Кэйко Хан и группой Slapstick. Слова к этим песням написаны Ёко Аки, музыка - Рёдо Удзаки.
Музыку к фильму написал и исполнил Китаро, а песню в финальных титрах спела Дара Седака, дочь известного певца Нила Седака.

## Другие произведения
В 2001 году вышел OVA-сериал Maetel Legend, предыстория к Galaxy Express 999. В нём главной героиней является девушка Маетель, дочь Яёй. Яёй в этом аниме появляется как королева механизированной планеты.